# The Citizens' Voice
The Citizens' Voice è un quotidiano statunitense attivo nella zona di Wilkes-Barre nella di contea di Luzerne, nello Stato federato di Pennsylvania.

## Storia
Negli anni '60 e all'inizio degli anni '70, a Wilkes-Barre c'erano due quotidiani, il Times Leader e l'Evening News, pubblicati dallo stesso editore, la Wilkes-Barre Publishing Company, dal 1939. Con il numero del 27 giugno 1972, entrambi furono riuniti nel Wilkes Barre Times Leader. Nel maggio 1978, il gruppo mediatico Capital Cities Communications acquisì la casa editrice Wilkes-Barre e il quotidiano, che poco dopo fu ribattezzato The Times Leader.
Conflitti sulle condizioni di lavoro, sulla retribuzione e sullo sviluppo editoriale emersero tra il nuovo proprietario e la forza lavoro, che era in gran parte organizzata in quattro sindacati: Newspaper Guild Local, Typoographic Union Local, Pressmen's Union Local e Stereotypers' Union Local. Ad uncerto punto la proprietà decise di monitorare i dipendenti nell'edificio della redazione, di proteggere i locali aziendali con una recinzione alta 3,5 m e di elaborare “piani di emergenza” in caso di scioperi. Ciò venne interpretato dai dipendenti dei giornali sindacalizzati come un tentativo di intimidazione prima delle imminenti trattative sulla contrattazione collettiva. Dopo che non fu possibile raggiungere un accordo sulla proroga di un contratto collettivo scaduto il 30 settembre 1978, i quattro sindacati chiesero l'interruzione del lavoro il 6 ottobre 1978. All’appello risposero circa 210 dipendenti, gran parte della forza lavoro. Lo sciopero durò fino al 1982 e si concluse dopo più di quattro anni quando i quattro sindacati furono gradualmente privati del loro potere di rappresentanza.
The Citizens' Voice fu così fondato nel 1978 dai dipendenti in sciopero della casa editrice Wilkes-Barre, che pubblicava anche il Times Leader. Il giornale era inizialmente pubblicato dalla locale Newspaper Guild, ma crebbe rapidamente fino a diventare un diretto concorrente del Times Leader. Le prime edizioni di The Citizens' Voice,  stampate dalla tipografia del Wyoming Valley Observer, un settimanale regionale, ebbero una tiratura di circa 45.000 copie.

### In mano ai dipendenti in sciopero
Il giornale avrebbe dovuto apparire solo per la durata dello sciopero e rafforzare la sua posizione negoziale con la redazione del Times Leader attraverso la concorrenza finanziaria. Poiché molti lettori passarono a Citizens' Voice, la diffusione del Times Leader diminuì notevolmente in poche settimane.  è effettivamente diminuita notevolmente nel giro di poche settimane. Anche dopo la fine dello sciopero, The Citizens' Voice continuò ad essere pubblicato come “giornale di sciopero” con la partecipazione finanziaria dei sindacati coinvolti; dal 1984 ebbe una propria tipografia. Nel 1989 le azioni dell'attività dei giornali furono rilevate dai dipendenti. La Citizens' Voice Inc. venne così costituita per gestire il giornale che nel 1993 aggiunse un'edizione domenicale dopo la chiusura improvvisa di un quotidiano domenicale regionale, il Sunday Independent.

### Cessione nel 2000
Nel 2000 il giornale fu venduto alla Times-Shamrock Communications con sede a Scranton. Quell'anno, la società formò la Northeast Pennsylvania News Alliance, un accordo di condivisione di notizie tra i giornali del Times-Shamrock e diverse stazioni radio e televisive locali. Alla fine dell’estate 2018, secondo l'Alliance for Audited Media, la diffusione cartacea era di 20.968 copie nei giorni feriali e di 23.116 copie dell’edizione domenicale.

### Altra cessione nel 2023
Nell'agosto 2023, Times-Shamrock Communications ha venduto il giornale e altri tre quotidiani a MediaNews Group, una filiale di Alden Global Capital.